# Grzegorz Stec

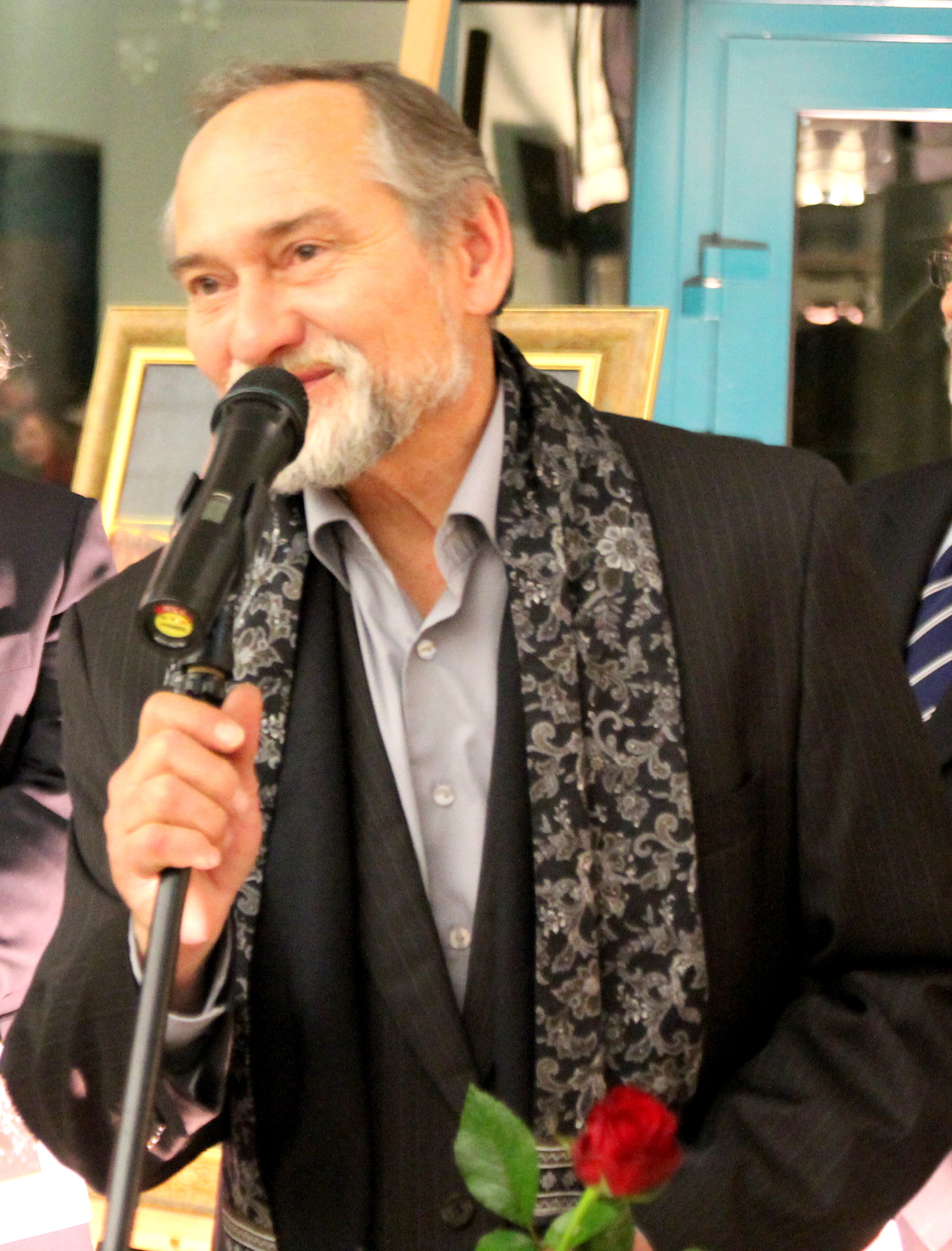
Grzegorz Stec, 2014

Grzegorz Stec (* 24. Januar 1955 in Krakau) ist ein polnischer Maler, Grafiker und Lyriker.

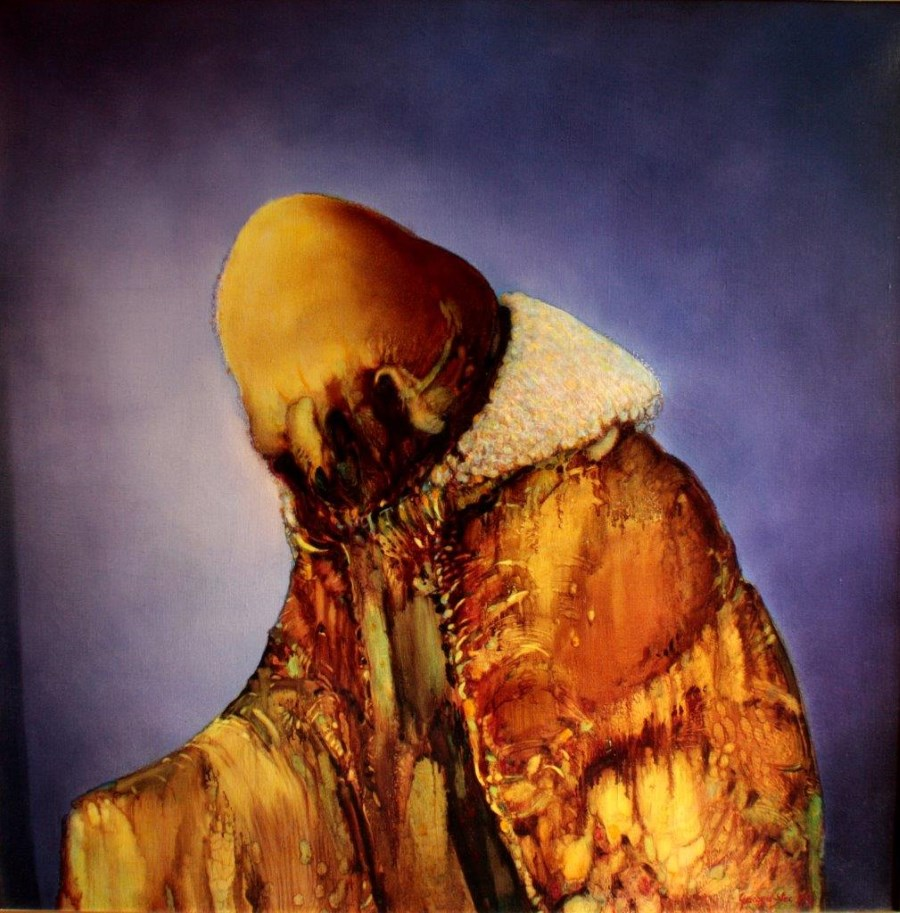
Grzegorz Stec „Der Prinz“ 1997, Öl auf Leinwand, 90 × 90 cm

## Leben
Stec studierte 1976–1981 an der Akademie der schönen Künste in Krakau und legte sein Grafikdiplom bei Professor Włodzimierz Kunz ab, Malerei studierte er bei Professor Jan Świderski. Stec kann auf über 50 Einzelausstellungen, u. a. in Polen, den USA, Schweden, Deutschland und Frankreich, zurückblicken. Von 1995 bis 2009 hatte er mehrere Ausstellungen in den USA. 1996 bis 2002 war er Artist in Residence Society for Arts Chicago (Ausstellungen Letters to the Mastres (1996), „Exodus or Carnival?“ (1997) und „Aqueducts of Dream“ (1998)), 2008–2009 bei der Kosciuszko Foundation. Die letzten großen Werkschauen waren in Krakau im Pałac Sztuki [Kunstpalais] (2012 und 2015), im „Solvay“ Centrum Sztuki Współczesnej [Zentrum für zeitgenössische Kunst] (2014), im Zentrum für jüdische Kultur (2010 und 2014). Zu seinen großformatigen Gemälden kommen Arbeiten als Buchillustrator und Plakatkünstler.
Seinem Œuvre widmete das polnische rechtlich-öffentliche Fernsehen eine Dokumentation unter dem Titel Zadręcza mnie zapach czerni/Es quält mich der Geruch von Schwarz (1991, Regie: Cezary Nowicki).
Stec stellte in Deutschland im Polnischen Institut Leipzig (2014) und in der Galerie Abakus (Berlin-Weißensee 2015) aus. Gedichte von ihm wurden von Dieter Kalka ins Deutsche übertragen.

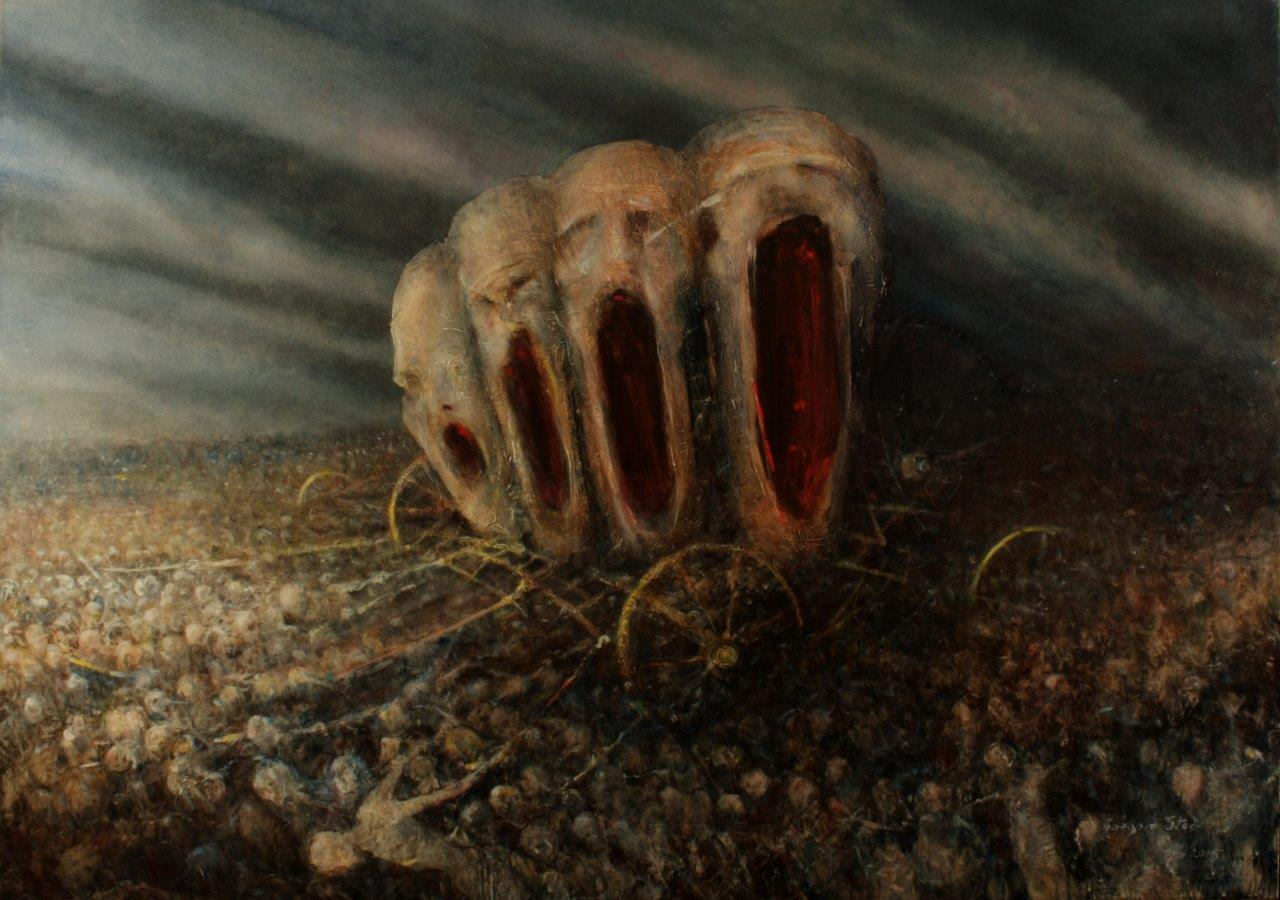
Grzegorz Stec „Wóz krzyku“ III, 2015, Oel auf Leinwand, 100 × 140

Stec gab zwei Lyrikbände heraus Nikt tu nie szuka odpowiedzi/Hier sucht niemand nach Antwort (1999) und Melencolia/Melancholie (2007).
Stec ist mit der polnischen Literaturhistorikerin Gabriela Matuszek-Stec verheiratet und lebt in Krakau.

## Werk
Das bildnerische Werk von Grzegorz Stec nimmt eine Sonderstellung in der zeitgenössischen Kunst ein. Er ist ein überaus origineller Künstler, der eine visionäre Kunst präsentiert, die ihrerseits auf unterbewussten Impulsen beruht und dabei zugleich die moderne Welt reflektiert. Seine Bilder stehen zwischen Abstraktion und Figuration. Typisch ist die Fülle hinsichtlich Aufbau, Farben und Struktur. Diese reichen von einfachen Formen bis zu dichten Kompositionen des horror vacui bzw. von reiner und eindeutiger Farbgestaltung, über Einfarbigkeit zum einfachen Schwarzweiß. Am meisten interessiert ihn die Masse, wie sie verbogen und deformiert von Wahnsinn und Traumata gebeutelt wird. Stec stellt gigantische Aufmärsche, Prozessionen, Volksaufläufe, Massenumzüge und Krieg dar. Das Individuum ist deformiert, ein unbedeutendes Teilchen dieser Masse. Der einzelne Mensch erscheint hier als Maske, wobei dies weniger Porträts sind, als vielmehr Versinnbildlichungen der jeweiligen Psychen dieser Wesen.
Der Zyklus der vertikalen Bilder wiederum stellt im Raum stehende leuchtende Geistwesen dar; gleichsam Röntgenbilder der Seele.
Die Verletzungen und Verstümmelungen des Menschen und der Welt kontrastieren jeweils mit dem Licht, das bei Bildgestaltung und der Bedeutungsebene hier die zentrale Rolle einnimmt. Der Künstler versteht es meisterlich Lichteffekte umzusetzen. Sie evozieren eine geistige Ebene, die  in der Gegenwartskunst so desavouiert ist. Das Licht übernimmt in zahlreichen Werken die Hauptrolle, besonders in den „schwarzen“ Bildern, die mit zum Originellsten des Künstlers zählen. Diese asketischen Improvisationen sind oftmals der Versuch, das reine Licht zu visualisieren.
Grzegorz Stec hat eine eigenständige Technik der Ölmalerei entwickelt. Bei den „schwarzen“ Bildern besteht sie darin, technisch Effekte wie bei Mezzotinte zu erreichen. Bei den farbigen Werken wiederum wird spontan und intuitiv begonnen, um danach in mühevoller Kleinarbeit die Details zu perfektionieren. Die Kunst entwickelt sich bei Stec nämlich aus dem Spannungsfeld zwischen der Spontanität der unbewussten Vision und dem ordnenden Intellekt, dem Ausbruch der Emotion und der Sensibilität der Form. Es ist eine kräftige wie subtile Kunst, ursprünglich und kulturell verankert, wild und feinsinnig. Ihre Botschaft animiert nicht zuletzt wegen der drastischen und wesentlichen Thematik zur Reflexion über unsere Welt und die individuelle Existenz.

## Kritikerstimmen
„Die titelgebenden Melancholie und Maskerade sind Metaphern für zwei verschiedene, wenn auch miteinander verwobene Empfindungen gegenüber der aktuellen Situation. Die Melancholie beinhaltet Trauer, Entfremdung und das Gefühl der Machtlosigkeit sowie die Erfahrung von Verlust und den Schmerz der Vergänglichkeit. Die Maskerade dagegen bezeichnet die Flucht ins Karnevalistische oder das Aufsetzen von Masken, wodurch der in vielseitige Netze verstrickte Insektenmensch mit der Welt kommuniziert. Dank des Lichts und seiner überragenden Bedeutung in der Malerei Stec´ dominiert hier dennoch die (metaphysische) Hoffnung. Die vorliegenden Gemälde der Ausstellung umfassen die beiden Haupttendenzen des hervorragenden Krakauer Künstlers: die einzigartigen Schwarzweiß-Arbeiten in Öl und die Farbkompositionen, in denen das Unheimliche durch das Wechselspiel von Nuancierung und spontanen Techniken wiedergegeben wird. Die Melancholie und Maskerade aus dem Titel spiegeln sich jedoch nicht immer im Gegensatz Mono- und Polychromie. Im bildnerischen Schaffen des Grzegorz Stec ist nämlich nichts eindeutig und seine formal wie inhaltlich dichten Bilder bedürfen einer stetigen Neuinterpretation“.
„Grzegorz Stec ist unter Kennern anspruchsvoller Malerei in Chicago ein Begriff. Es sind Werke, die bei manchen einen Angst-, bei anderen eine Begeisterungsschauer hervorrufen (und den unbändigen Wunsch, sie zu besitzen). Daher verzeichnet Stec neben dem unbestreitbaren künstlerischen durchaus auch einen kommerziellen Erfolg. Seine Gemälde leuchten intensiv und verblüffen durch ungewöhnliche Assoziationen, durch eine geheimnisvolle und rätselhafte Aura. Bei jeder weiteren Vertiefung überraschen sie mit neuen Entdeckungen“.
„Wollte der vom natürlichen Bedürfnis nach Homöostase geleitete Zeitgeist ein Gegengewicht zu den Neuen Wilden schaffen, müsste er augenblicklich an die Bilder von Stec denken“.

## Individualausstellungen (Auswahl)
- Klub Olimp, Krakau, 1979
- Galeria Mały Rynek, Krakau. 1985
- Emigrant’s Club, Stockholm, Schweden, 1986
- Galeria Inny Świat, Krakau, 1986
- Teatr Stary, Krakau, 1987
- Galeria Inny Świat, Krakau, 1988
- Galeria Inny Świat, Krakau, 1989
- Muzeum Śląskie, Katowice, 1989
- Stara Galeria, Krakau, 1991
- Galeria Profil, Poznań, 1992
- Teatr Witkacego, Zakopane, 1992
- Stara Galeria, Krakau, 1993
- Galeria Inny Świat, Krakau, 1993
- PAAS Gallery, New York, 1995
- Dom Natana Spiry, Krakau, 1995
- Insights, The John G. Blank Center for the Art, Michigan City (mit Plastiken von Adam Fedorowicz), 1996
- Letters to the Mastres, 1112 Gallery, The Society for Arts, Chicago, 1996
- Exodus or Carnival?, 1112 Gallery, The Society for Arts, Chicago, 1997
- Aqueducts of Dream, 1112 Gallery, The Society for Arts, Chicago, 1998
- Galeria Centrum, Nowohuckie Centrum Kultury Krakau, 2002
- Muzeum Historii Miasta Łodzi, Łódź, 2005
- Akwedukty snów, Galeria Ermitaż, Muzeum Łazienki Królewskie, Warschau, 2006
- Galleri Mitteleuropa, Stockholm, 2007
- Galeria Kuriera Plus, New York, 2008
- Polnisches Generalkonsulat New York, 2008
- Fundacja Kościuszkowska, New York, 2009
- Oto - patrz Fryderyku (mit Krzysztof Izdebsk-Cruz und Marcin Kołpanowicz), Polska Filharmonia Bałtycka oraz Galeria Klucznik, 2010
- Centrum Sztuki Współczesnej, Kołobrzeg (z Marcinem Kołpanowiczem), 2010
- Pisane światłem, pisane mrokiem, Centrum Kultury Żydowskiej, Krakau, 2011[11]
- Ciemne epifanie, Pałac Sztuki Towarzystwa Przyjaciół Sztuk Pięknych w Krakowie, 2012
- Jest czerń tak przezroczysta... Galeria Ars Nova w Łodzi, 2012
- Collegium Novum Uniwersytetu Jagiellońskiego, Krakau, 2013
- Mairie de Saint-Ouen Marchefroy, Frankreich, 2013
- POSTkarnawał, Dwór Czeczów, Krakau, 2013
- W świetle, w ciemności, Centrum Kultury Żydowskiej, Krakau, 2014
- Wokół Antygony, Centrum Sztuki Współczesnej Solvay, Krakau, 2014
- In Licht und Finsternis, Polnisches Institut Leipzig, 2014
- Melancholia i Maskarada II, Galeria Sztuki Współczesnej DAGMA ART, Katowice, 2015
- Wokół masek i demonów, Jama Michalika, Krakau, 2015
- Melancholie und Maskerade, Galerie Abakus, Berlin (in Zusammenarbeit mit der Polnischen Botschaft und dem Polnischen Kulturinstitut Berlin), 2015
- Wóz krzyku, Pałac Sztuki, Krakau, 2015[12]

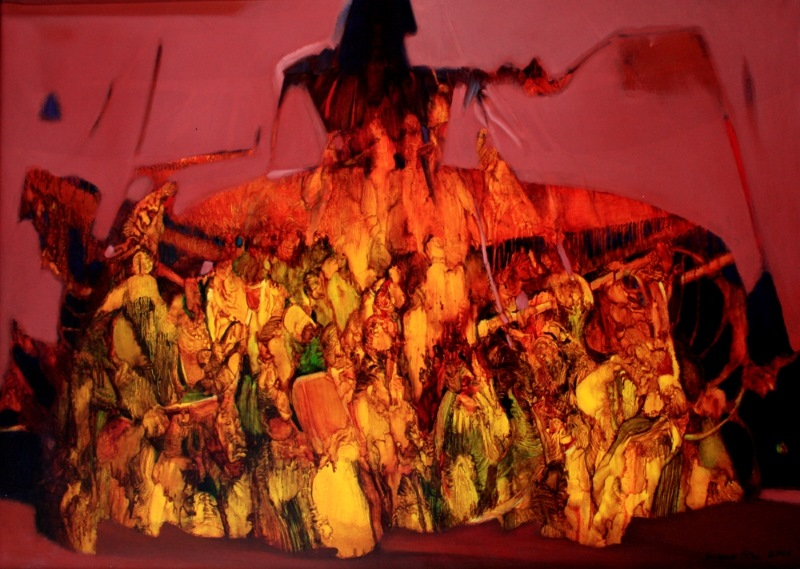
Grzegorz Stec, „Zarin“, Oel auf Leinwand, 100 × 140 cm

## Gedichtbände
- Nikt tu nie szuka odpowiedzi, Kraków 1999, ISBN 83-87694-98-3.
- Melencolia, Kraków 2007  ISBN 978-83-902110-9-1.

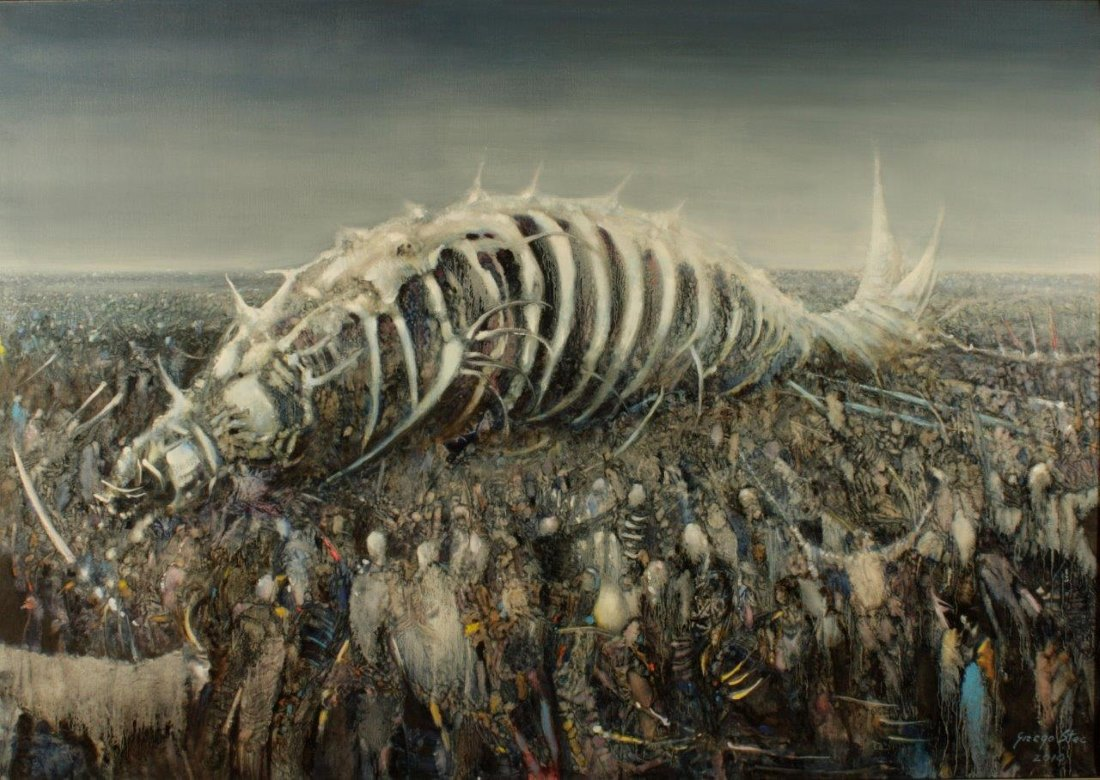
Gemälde von Grzegorz Stec, „Hunger“, 2010, Oel auf Leinwand, 70 × 100

## Bibliographie (Auswahl)
- Marek Sołtysik, Na szlaku mocnych wystaw, „Kraków“ 2015 Nr. 1, S. 92.
- Spontaniczność, precyzja i energia światła. Z Grzegorzem Stecem rozmawia Michalina Domoń, „Artysta  i Sztuka“ 2013 Nr. 9, S. 80–91.
- Marek Sołtysik, Światło, które odgania sępy, „Kraków“ Nr. 3, S. 93.
- Wojciech Ligęza, Cztery sale: korowód, „Kraków“ Nr. 3, S. 92.
- Beata Anna Symołon, Niezbędny jest tylko czas…,
- Marek Sołtysik, Światło, które odgania sępy „Kraków“ 2011 Nr. 11–12 (November/Dezember), S. 93.
- Gabriela Matuszek, Akwedukty intrygujących metafor. O malarstwie Grzegorza Steca, „Kraków“ 2010 Nr. 4.
- Izabela Joanna Bożek, Zagadka, żywioł i poezja, „Kurier Plus“ New York, 10. Mai 2008
- Czesław Karkowski, „Efektowne obraz Grzegorza Steca“, „Przegląd Polski“, New York, 9. Mai 2008
- Tadeusz Nyczek, Katalog wystawy Grzegorz Stec, Akwedukty snów / Aqueducts of Dreams, Muzeum Łazienki Królewskim w Warszawie, Galeria Ermitaż, 2006
- Marcin Kołpanowicz, Grzegorz Stec, jest czerń… Katalog wystawy w Galerii Centrum, Kraków 2002.
- Anna Bugajska, Historie z wyobraźni. Wystawa malarstwa Grzegorza Steca, „Gazeta Wyborcza“ Kraków, 24. Mai 2002
- Marcin Kołpanowicz, Katalog wystawy w Galerii Centrum w Krakowie, 2002
- Ewa Krasoń, „Akwedukty snu, nowe obrazy Grzegorza Steca w Galerii Towarzystwa Sztuki“, „Monitor“, dodatek kulturalny do „Dziennika Związkowego“, Chicago, Januar 1999
- Wanda Pietrzyk-Małysa, „Exodus czy karnawał? Panoramiczne malarstwo Grzegorza Steca“
- „Kalejdoskop Tygodnia“, Magazyn Kulturalny „Dziennika Związkowego“, Chicago, 22. Mai 1997 (Nr. 20)
- Ewa Krasoń, Malarstwo i poezja Grzegorza Steca, „Kalejdoskop Tygodnia“, Magazyn Kulturalny „Dziennika Związkowego“, Chicago, 31. Mai 1996 (Nr. 5).
- Grzegorz Niziołek, Katalog wystawy w Galerii Jatki, Nowy Targ, 1992
- Tadeusz Nyczek, Program Galerii „Inny Świat“, Juli 1988
- Marta Fita, Program Galerii „Inny Świat“, Juli 1988
- Maciej Szybist, „Kuszenie św. Mahlera“, Program wystawy w Teatrze Starym, Kraków, April 1987
- Roman Świątek, Program wystawy w Teatrze Starym, Kraków, April 1987
- Tadeusz Nyczek, Katalog wystawy w Galerii Mały Rynek, Kraków 1985
- Interview 2015, Radio Krakau